# Abbazia di San Salvatore minore
L'abbazia di San Salvatore minore è un'abbazia nel comune di Scandriglia che risale al X secolo.

## Storia
La fondazione del monastero si deve a Domenico di Sora, che nell'XI secolo iniziò nel circondario di Scandriglia la sua attività monastica tra la volgarizzazione del Vangelo e la pratica dell'eremitaggio, dopo aver vissuto diverso tempo nell'eremo o monastero di Petra Demone, un antico luogo di culto pagano dedicato a Giove Ammone.

### Fondazione
Il monastero fondato da Domenico fu commissionato da tale marchese Uberto, che nel santo fulginate vide un'ottima guida religiosa per nuovi conversi oltre che un ottimo amministratore dei patrimoni feudali che il nobile avrebbe concesso all'abbazia. Domenico si dedicò al suo primo monastero solo per breve tempo, perché presto nominò un certo Costanzo come abbate. Iniziò qui anche l'attività di riforma monastica del santo: qualche secolo prima dell'avvento del francescanesimo, proprio dall'Umbria, iniziò un processo di riforma monastica italiana, parallela a quella che avveniva in Francia a Cluny, e per certi versi antesignana della riforma cistercense. Le fondazioni di Domenico, a partire da quella di Scandriglia, si caratterizzarono infatti come alternativa al modello benedettino: l'economia dell'abbazia non sarebbe stata indirizzata alla costituzione di patrimoni feudali e al rafforzamento dello status giuridico delle varie cariche monastiche nei confronti del contesto politico circostante, ma avrebbe costituito un incremento alle attività civili e laiche, come bonifiche, dissodamenti e la razionalizzazione del patrimonio boschivo e forestale.

### Lotte feudali
Il monastero fu costituito a pianta regolare, con le officine nei piani bassi e i ritiri dei monaci nei piani superiori. La grandezza del monastero è testimoniata dai due cortili attorno a cui si strutturavano gli edifici e la chiesa. L'opera di Domenico però non trovò nel Lazio il terreno ideale per diffondersi anche oltre i confini appenninici e presto fu reintegrata nel sistema feudale benedettino (Immonen). Nel 1083 anche San Salvatore minore di Scandriglia fu ceduta ai benedettini di Farfa, dal conte Todino, e furono considerati proprietà diretta della Chiesa da un diploma di Enrico IV. Ciò di conseguenza causò diversi problemi tra il clero locale e i vescovi di Sabina, di cui si interessò lo stesso papa Gregorio IX, nel 1235. Le dispute si prolungarono fino al secolo successivo e nel 1311 l'abbate Gregorio, di origini locali, fu a capo di un'insurrezione contro Farfa tanto agguerrita che i suoi seguaci si spinsero fino alla lotta armata causando incendi e saccheggi. Così i farfesi persero infine i diritti su San Salvatore minore, e l'abbazia fu affidata per breve tempo al padre di Gregorio abbate e a tale Gregorio Toletto romano. Qualche anno dopo però l'abbate Gregorio fu scomunicato e il patrimonio di Scandriglia tornò sotto l'amministrazione farfese.

### Abbandono
Col decadimento generale del monachesimo l'amministrazione di Scandriglia, contro il volere stesso dei locali monaci, fu commissionata dal Papa ai Bucimazza e quindi ai Savelli, famiglie legate al Pontefice tramite parentele con importanti cardinali romani. I monaci da parte loro però chiamarono in loro difesa Stefano Colonna e Rinaldo Orsini, che riusciron ad ottenere infine il controllo sul territorio e gli Orsini ne guadagnarono la concessione nel 1393. I Bucimazza tornarono comunque a riappropriarsi del monastero finché nel 1497 fu chiuso e trasformato in un vero e proprio feudo. Seguì quindi alterne vicende e nel 1876 fu incluso nel Regio Demanio.